# Medusa (musikalbum)
Medusa är sångerskan Annie Lennox andra album. Det släpptes 1995 och består endast av covers.

## Låtlista
1. "No More I Love You's" (Joseph Hughes/David Freeman)
2. "Take Me to the River" (Al Green)
3. "A Whiter Shade of Pale" (Keith Reid/Gary Brooker/Matthew Fisher)
4. "Don't Let It Bring You Down" (Neil Young)
5. "Train in Vain" (Mick Jones/John Mellor)
6. "I Can't Get Next to You" (Norman Jesse Whitfield/Barrett Strong)
7. "Downtown Lights" (Paul Buchanan)
8. "Thin Line Between Love and Hate" (Richard Poindexter/Robert Poindexter/Jackie Members)
9. "Waiting in Vain" (Bob Marley)
10. "Something So Right" (Paul Simon)
11. "Heaven" (Richard Lofthouse Butler/Timothy George Butler)